# Cecilie Løveid
Cecilie Løveid (Mysen, 21 d'agost de 1951) és una escriptora, dramaturga i poeta noruega, considerada una de les principals exponents del teatre modern nòrdic. Una de les seues primeres publicacions fou Most el 1972. El 1990 rebé el Premi Dobloug de l'Acadèmia Sueca i el Prix Itàlia.

## Obres

### Obres de teatre
- Mannen som ville ha alt – radioteatre (1977)
- Hvide Lam og Lille Tigerinde – radioteatre (1980)
- Du, bli her! – radioteatre (1980)
- Kan du elske? – sèrie de televisió (1982)
- Måkespisere – radioteatre (1983)
- Vinteren rivnar – teatre (1983)
- Sug – performance (1983)
- Lydia – radioteatre (1984)
- Dusj – òpera (1984)
- Balansedame: fødsel er musikk – teatre (1984)
- Titanic – skipet som ikke kunne synke – performance (1985)
- Vift – radioteatre (1985)
- Madame Butterfly on the Beach – teatre (1985)
- Fornuftige dyr – teatre (1986)
- Sete Sange – performance (1986)
- Fødsel er musikk – radioteatre (1988)
- Dobbel Nytelse – teatre (1988)
- Reise med båt uten båt – drama musical (1989)
- Da-Ba-Da – espectacle de dansa (1990)
- Badehuset – performance (1990)
- Tiden mellom tidene eller Paradisprosjektet – teatre (1991)
- Barock Friise eller Kjærligheten er en større labyrint – teatre (1993)
- Konsekvens – espectacle de dansa (1993)
- Maria Q – teatre (1994)
- Rhindøtrene – teatre (1996)
- Østerrike – teatre (1998)
- Sapfokjolen, eller Det hvite smykket som opphever mørket – radioteatre (1998)
- Kattejomfruen – teatre (2001)
- Visning – teatre (2005)

### Prosa
- Most – novel·la (1972)
- Tenk om isen skulle komme – novel·la (1974)
- Alltid skyer over Askøi – texts (1976)
- Mørkets muligheter – (1976)
- Fanget villrose – (1977)
- Sug – novel·la (1979)
- Badehuset – text i foto (1990) (amb Lisbeth Bodd i Asle Nilsen)

### Poesia
- Mykt glass (1999)
- Spilt. Nye dikt (2001)
- Gartnerløs (2007)
- Nye ritualer (2008)
- Svartere bunader (2010)
- Flytterester (2012)
- Dikt 2001-2013 (2013)

### Literatura infantil
- Lille Pille og Lille Fille i Den Dype Skogs Teater – literatura infantil i juvenil (1990) (il·lustrat per Hilde Kramer)
- Hund får besøk – literatura infantil i juvenil (1993) (il·lustrat per Marek Woloszyn)
- Den dype skogs teater – literatura infantil i juvenil (1998) (il·lustrat per Hilde Kramer)
- Den dype skogs ballett – literatura infantil i juvenil (1998) (il·lustrat per Hilde Kramer)
- Den riktige vind: teatre (1999)
- Fars ansikt – literatura infantil i juvenil (2000) (il·lustrat per Akin Düzakin)